# 大西賞典
大西 賞典（おおにし しょうすけ、1962年3月31日 - ）は、兵庫県加古川市出身の防災研究家・防災伝道師・防災アドバイザー。
本業は、兵庫県加古川市にある有限会社ごくらくや佛檀店（創業：慶応4年）専務取締役、仏具や漆器製作の工芸家（2015年には兵庫県からの依頼で皇太子への献上品も製作）でもある。
阪神・淡路大震災以降、地域防災、市民防災等、一般市民がやらなければならない防災研究を20年以上継続する、地域防災・市民防災研究のパイオニア。
全国での講演活動から各地における防災活動・減災活動に意識改革・意識革命を起こす防災活動家、防災研究家。
著書「非常持ち出し本・DIB」は国会図書館をはじめ全国の行政機関や防災研究機関にも採用される。
「防災とは、自分の大切な人を守ること」のフレーズを生み出した防災伝道師。
防災界のレジェンドともいわれている人物。

## 略歴
- 兵庫県加古川市加古川町生まれ。[1]
- 1980年（昭和55年） - 兵庫県立加古川東高等学校卒業
- 1984年（昭和59年） - 大阪工業大学応用化学科修了
- 2007年（平成19年） - 総務省消防庁「防災伝道師」就任[2]
- 2012年（平成24年） - 兵庫県長期ビジョン審議会委員就任[3]
- 2013年（平成25年） - 過疎と都市への両極かが進む中でのコミュニティづくり（ひょうご震災21世紀研究機構）参加[4]
- 2016年（平成28年） - 自主防災組織等の充実強化方策に関する検討会（総務省消防庁）委員就任[5]
- 2019年（令和元年） - 地域防災研究所設立

## 活動
- 阪神・淡路大震災を機に、防災活動を始める。
- 1998年（平成10年）加古川グリーンシティ防災会会長に就任。
- 2007年（平成19年）総務省消防庁「地域安全安心ステーション伝道師」（防災伝道師）に就任。[6]
- 全国で防災講演[7]を行い「防災とは自分の大切な人を守ること」を啓発する。[8][9]
- 現在、加古川市にあるBAN-BANテレビ（BAN-BANネットワークス株式会社）が運営するケーブルテレビ局内のコミュニティFM局「BAN-BANラジオ」の番組枠「ZIMOENTA」で2008年（平成20年）より「防災ショットバー」のメインパーソナリティー「マスター役」として活躍。[10]
- 全国ネット度々で取り上げられる[11]など、防災の概念を変える防災活動の実行・啓発や「本音の防災の語り手」としてに注目が集まる。
- 「マンション防災」「地域防災」「市民防災」のパイオニア的存在であり、防災活動に「コミュニティの必要性」や「地域活動の重要性」を説き、一般市民だからこそできる備えを伝える。
- 全国の防災活動家との交流も深める。各地の防災活動家と意見交換や活動の連携も行う等、遠隔地に於ける独自の連絡体制を構築する。
- 2019年3月30日の防災訓練では、活動２１年の成果として「誰もいない防災訓練」を開催し、形だけの防災訓練から一般市民でも可能な実践型防災訓練を行い大きな反響を呼ぶ。
- 2019年11月7日には地域防災研究所[12]の所長に就任。
- 2019年12月21日には加古川グリーンシティ防災会長を退任し同会の特別顧問に就任。

## 人物・エピソード
阪神・淡路大震災後に「一般市民ができる災害対策」に徹底的に取り組むことで、普段の生活に防災を取り入れた「生活防災」（生活防災は京都大学防災研究所 矢守克也教授が生み出した言葉）のスタイルを構築、すべての人が防災意識、防災活動に取り組むことができるようになるかを考え、楽しくなければ防災の輪は広がらない「楽しく防災活動をやろう」というテーマで住民の方々に対し、多彩なアイデアを仕掛け、地域防災力の向上に大きく貢献し活動する。
地域住民だけではなく全国に防災減災活動の呼びかけを発信。
2007年から防災インターネットラジオ局を開設し、現在地元FM局BANBANラジオで防災番組を2008年4月より担当。
国内だけではなく、海外からも防災視察団を受け入れ学習会を行う。
東日本大震災以降当たり前に使われるようになった「防災とは自分の大切な人を守ること」というキャッチコピーも防災活動開始初期に生み出したフレーズ。
本人が防災に関わる切っ掛けは次のようなエピソードとして語られている。
「阪神・淡路大震災が発生してすぐの時に、仕事で神戸市東灘区を歩いている時に『お父さん、お母さん』と家族を探す小さな女の子に出会った。そして『お父さん、お母さん』と言っている声があったのにもかかわらず大西さんはその女の子に声掛けをしてあげることができなかった。自宅に戻り自身の子どもの顔を見た時に、あの時にあの子に声を掛ければ良かったなと言って涙が流れた。その時に防災はすべて『挨拶からスタートする』と思い、挨拶をして、それぞれ人間関係を築き、イザと言う時に備えようと考えられた」と言うエピソードが毎日放送「ちちんぷいぷい2014年9月3日」放送「防災をもっと身近に！ 挨拶から」 の放送の中で防災士の資格を持つ福元晋悟アナウンサーによって、大西賞典と防災の関わりが語られている。
本人がこのことについて、阪神・淡路大震災から２４年目の１月１７日に出演したラジオ関西「三上公也の情報アサイチ!」の中で語られている。
本人も講演の中で自身の人生を変えた瞬間として語っている。
講演で防災のコツを質問されても「逆にコツがあるなら教えて欲しい」と語っていたが、阪神・淡路大震災からのひとつの締めくくりとして、自分の防災スタイルがヒントになればとコツを公開した。その言葉は2021年1月の地元FM局BANBANラジオ番組「防災ショットバー」と防災だより252号の中で「自分を信じ、自分の周囲の人を信じ、頭を下げて、笑顔でいること」だと、初めて語っている。
その言葉は、彼のFacebook内でも次のように詳しく語っている。
地域防災・市民防災には、これが一番必要なことだと考えています。
簡単な言葉です。
「自分を信じ、周りの人を信じ、頭を下げて、笑顔でいること」
その中の「頭を下げて」には、たくさんの解釈があるのです。
「謙虚な態度で、挨拶をする、感謝する、学ぶこと」等々。
その中の「頭を下げて」は、その人、周囲の環境、生き様等々、多くのこととして解釈できると語り、そうすれば、良い人が生まれ、良い人が集まり、良いチームができる。
戸建てだって、マンションだって、何だって同じこと！これができるかどうかは、あなた次第であり、あなたからはじめることが重要だとも語っている。

## キャッチコピー
防災伝承に於ける先駆者的な言葉、フレーズ、キャッチコピーを生み出す。
- 「防災とは自分の大切な人を守ること」[19]
- 「防災の概念をぶっ潰せ」[20]
- 「防災にはインセンティブの必要性」
- 「地域活動は余力でやれ」
- 「勘違い防災をするな」
- 「楽しく防災活動をやろう」
- 「普段の生活に防災を取り入れろ」
- 「行政をあてにしない防災」
- 「防災の輪」
- 「ハイブリッド防災をやろう」
- 「挨拶こそが本当の防災活動」
- 「防災を防災と語らずとも防災の役割を果たすこと」
- 「防災に革命を起こす」
- 「減災式」
- 「防災の種を植えよう」
- 「アリとキリギリスから防災を学べ」
- 「日常の生活を豊かにすること。これが防災活動だ」
- 「防災の魔法」
- 「助かりたいと思う人が助け合うシステムの構築」
- 「災害の為の防災活動はするな」
- 「合わせ技の防災」
- 「自分を信じ、自分の周囲の人を信じ、頭を下げて、笑顔でいること」
- 「防災心」

## 著書
- 「命のライセンス」[21]監修
- 「帰宅支援サポーター」[22]監修
- 「地震発生時対応マニュアル（対策本部設置運営方法）」監修
- 「エレベーター緊急対応マニュアル」監修
- 「玄関役割分担シール」監修
- 「安否確認マグネットシート」監修
- 「非常持ち出し本・ＤＩＢ」[23]監修
- 「もしもガイド（これを読み終えた人は災害で助かる確率が必ずアップします）」[24]監修
- 「もしもノート（日常備蓄で備えよう）」[25]監修
- 「もしもブック（忘れない大切な人の情報）」[26]監修

## 防災ゲーム開発
- 災害ハンター
- Estimation Game[27]

## 受賞歴
防災会設立後の防災会としての受賞歴
- 2003年01月 兵庫県優良自主防災組織表彰　受賞
- 2006年03月 総務省消防庁「第10回防災まちづくり大賞一般部門総務大臣賞」受賞[28]
- 2006年09月 平成18年度「防災功労者内閣総理大臣表彰」受賞[29]
- 2007年05月 神戸新聞「第61回神戸新聞平和賞・社会賞」受賞
- 2007年09月 日本河川協会日本水大賞「厚生労働大臣賞」受賞[30]
- 2010年06月 市制60周年加古川市特別表彰　受賞
- 2011年01月 総務省消防庁「第15回 防災まちづくり大賞防災情報部門消防庁長官賞」受賞[31]
- 2011年01月 第1回 防災ラジオドラマコンテスト「審査委員会特別賞」受賞[32]
- 2017年11月 地方自治法施行70周年記念表彰受賞[33]
- 2018年12月 マンションいい話コンテスト2018[34]